# Йорон (Каґосіма)

Йорон (яп. 与論町, よろんちょう, йорон тьо) — містечко в Японії, у південній частині префектури Каґосіма, на острові Йорон з островів Рюкю.